# Уголки (игра)
Уголки — настольная логическая игра на квадратном поле размером 8x8 (10x10) клеток для двух участников.

## История игры
Она возникла в Великобритании в 18 веке.

## Цель игры
Цель игры переставить все свои шашки в дом соперника. Игрок, сделавший это первым, выигрывает.
Однако, если второй игрок закончил перестановку в тот же ход, что и первый игрок, то игрокам потребовалось равное количество ходов. В этом случае засчитывается ничья. 
Проигравший достраивает свой дом и считает, на сколько ходов (очков) он отстал от победителя.

## Начальная позиция
Оригинальная версия играется на доске 16x16, в России более популярен вариант игры на шахматной доске, 8х8 клеток.
В начальном положении шашки обоих игроков занимают свои стартовые позиции (дома). Дом может иметь три варианта размещения шашек: 3х3, 3х4 и углом (гальма или 1234).
Также уголки различаются по перемещению шашек. Есть версия где шашку можно перемещать по всем направлениям, которая называется диагональные уголки. Есть версия игры где можно перемещать шашку только по горизонтали или вертикали, которая называется классические уголки.

## Перемещение шашек
Каждый игрок может за один ход переместить одну шашку. Шашки можно перемещать на соседнюю пустую клетку или шашки могут перепрыгивать через свои или чужие шашки. Перепрыгивать и перемещать можно по вертикали и по горизонтали в классических уголках или в любом направлении в диагональных уголках. Прыжки могут быть через одну или несколько шашек последовательно через одну шашку за другой в один ход. Длина прыжка (количество прыжков через другие шашки за один ход) не принудительна, то есть игрок может решить на какой клетке он хочет завершить прыжки.

## Завершение игры
Игра завершается, если выполнено одно из следующих условий:
- Один из игроков переместил все свои шашки в дом соперника. Этот игрок выиграл игру.
- Один из игроков всё ещё имеет несколько своих шашек в своём доме и при этом сделал больше чем 40 ходов. Этот игрок проигрывает игру.
- Игрок также проигрывает игру, если он поставил одну из своих шашек обратно в свой дом после 40-го хода.
- Игрок также проигрывает если после 80 хода количество его шашек вне дома больше чем у соперника.

Последние два правила предотвращают блокировку игроком клеток в своём доме с целью помешать сопернику переместить свои шашки туда.
Для диагональных уголков необходимо вывести свои шашки из своего дома за 30 ходов.
Правила 40 (30) ходов и 80 ходов применяются в вариантах игры на онлайн серверах и в приложениях. При персональной игре чаще всего применяется правило обязательного хода, который должен сделать соперник шашками остающемися вне целевого дома.